# Nudaria sordida
Nudaria sordida är en fjärilsart som beskrevs av Adalbert Seitz 1915. Nudaria sordida ingår i släktet Nudaria och familjen björnspinnare. Inga underarter finns listade i Catalogue of Life.